# The Monkey Suit
«The Monkey Suit» (с англ. — «Обезьяний процесс») — двадцать первая серия семнадцатого сезона мультсериала «Симпсоны», посвящённая борьбе между дарвинистами и креационистами.

## Сюжет
Подходит к концу лето, и все члены семьи Симпсонов пытаются успеть сделать всё, что запланировали. После выполнения задуманных дел остальными членами семьи Лиза возмущается, что осталась невыполненной её просьба, и Симпсоны всей семьёй идут в музей. Ко входу в зал с выставкой оружия стоит огромная очередь людей, где самым первым стоит Нед Фландерс, но Гомер оттесняет его, а затем и остальные жители Спрингфилда поступают так же. В результате Фландерс оказывается в самом конце очереди, и выставка закрывается до того, как он успевает на неё попасть. Род и Тодд расстроены, но служитель музея говорит, что они могут насладиться остальной частью музея. Они заходят в зал под названием Зал человека — «Hall of Man» (схоже с «Dawn of Man»), где видят реконструкции древних предков современного человека и экспозицию археологических раскопок, подтверждающих реальность эволюции, в то время как экспонат, изображающий библейскую версию сотворения мира, имеет название «миф о сотворении», а воспроизведение сюжета этого экспоната происходит под танцевальную музыку со словами «какой дурак в это верит?». Это дезориентирует Рода и Тодда и приводит в негодование Неда, который решает поднять этот вопрос на церковном собрании. Преподобный Лавджой советует Неду не принимать слишком близко к сердцу (указывая рукой на Библию), но его супруга Хелен предлагает с помощью данного спора повысить популярность церкви и привлечь побольше прихожан. Преподобный соглашается.
Фландерс вместе с Лавджоем идут в начальную школу Спрингфилда и методом шантажа убеждают директора Скиннера начать преподавать в школе креационизм наравне с эволюцией. Это вызывает недовольство Лизы, которая на городском собрании убеждает горожан вернуться к преподаванию единственной правильной теории; в результате в школе начинают изучать только креационизм.
Лиза тайно собирает умных учеников, чтобы читать им «Происхождение видов» Чарлза Дарвина, но шеф Виггам арестовывает её за преподавание «не библейской науки». Заводится судебное дело «Лиза Симпсон против Бога», в котором интересы религии защищает популярный адвокат-южанин Уоллас Бреди, а на Лизиной стороне выступает женщина-адвокат из Нью-Йорка. Процесс идёт плохо для Лизы, так как показания свидетеля с её стороны — Профессора Фринка — не нравятся суду, в то время как свидетель Уолласа Брэди с учёной степенью по «правдологии» приводит популярный тезис о «недостающем звене» между человеком и его предком, чем убеждает несведущих горожан и вызывает доверие присяжных.
Лиза переживает, а Мардж берётся прочитать «Происхождение видов», и теперь убеждается лично в правдоподобности теории эволюции. Она решает помочь Лизе и приносит с собой в зал суда плотно закрытую бутылку пива «Дафф» и даёт её Гомеру. Нед Фландерс, который незадолго до этого сказал под присягой, что отрицает возможность родства человека с другими приматами, видя попытки Гомера открыть бутылку, обзывает его обезьяной. Увидев сходство Гомера с промежуточной формой, изображённой в схеме происхождения человека, Фландерс признаёт своё поражение. Суд аннулирует запрещающий преподавание эволюции закон. После суда Лиза подходит к Неду и говорит ему, что, хотя она полностью уважает его религиозные убеждения, она просто не считает правильным, чтобы церковь доминировала в школе так же, как он и преподобный Лавджой не хотят, чтобы ученые захватили власть. Нед наконец соглашается с этим, поэтому он предлагает отвести Лизу и его сыновей за мороженым.

## Культурные отсылки
- Сюжет этой серии — пародия на Обезьяний процесс в США. Имена адвокатов Лизы и Фландерса сконструированы на основе реальных имён адвокатов, участвующих в этом процессе и имён, под которыми они были представлены в пьесе «Пожнёшь бурю» по мотивам этого иска.
- Надпись Барта на доске — отсылка к одиннадцатой серии первого сезона «Симпсонов», «The Crepes of Wrath», в которой Барт, поехав во Францию по программе обмена учениками, выучил французский язык.
- Сцена, где Барт выигрывает бейсбольную игру — пародия на фильм «Самородок».
- Демаскировка Нельсона и переходы в виде кусочков пазла — отсылка к телесериалу «The Saint» c Роджером Муром в главной роли.
- Фильм, который Барт смотрит в кинотеатре — пародия на «Людей в чёрном».
- Песня «What A Fool Believes» группы «The Doobie Brothers» звучит во время показа экспоната «Миф сотворения».
- Барт появляется на сцене в сценической версии фильма «Бриолин 2».